# 赋神星
赋神星（80 Sappho）是第80颗被人类发现的小行星，于1864年5月2日发现。赋神星的直径为78.4千米，质量为5.0×1017千克，公转周期为1271.350天。